# Huy chương Chiến sĩ vẻ vang
Huy chương Chiến sĩ vẻ vang là một loại huy chương của Nhà nước Việt Nam Dân chủ Cộng hòa (nay là Nhà nước Cộng hòa Xã hội Chủ nghĩa Việt Nam), đặt ra lần đầu theo Pháp lệnh ngày 12 tháng 9 năm 1961 của Ủy ban Thường vụ Quốc hội và ban hành theo Sắc lệnh số 52/CT ngày 16 tháng 9 năm 1961 của Chủ tịch nước Việt Nam Dân chủ Cộng hòa, đặt ra lần hai theo Luật Thi đua - Khen thưởng (ban hành ngày 26 tháng 11 năm 2003).
Lúc đặt ra lần đầu, Huy chương Chiến sĩ vẻ vang không chia hạng, để tặng hoặc truy tặng cho quân nhân có công lao trong việc xây dựng Quân đội Nhân dân Việt Nam từ sau Kháng chiến chống Pháp (20.7.1954), có thời gian phục vụ tại ngũ từ 3 năm đến dưới 5 năm. Quyết định khen thưởng do Thủ tướng Chính phủ ký.
Luật Thi đua - Khen thưởng quy định: Huy chương Chiến sĩ vẻ vang để tặng cho sĩ quan, quân nhân chuyên nghiệp, công nhân quốc phòng làm việc trong cơ quan, đơn vị thuộc Quân đội Nhân dân Việt Nam và sĩ quan, hạ sĩ quan chuyên nghiệp làm việc trong cơ quan, đơn vị thuộc Công an Nhân dân Việt Nam. Huy chương Chiến sĩ vẻ vang được chia làm 3 hạng và được phân biệt bằng số vạch trên dải huy chương: hạng nhất có 3 vạch, hạng nhì có 2 vạch, hạng ba có 1 vạch. Thẩm quyền tặng Huy chương Chiến sĩ vẻ vang do Thủ tướng Chính phủ quyết định.

## Mô tả
1. Mẫu cũ (trước khi ban hành Luật Thi đua - Khen thưởng): Huy chương Chiến sĩ vẻ vang gồm có 2 phần: cuống và thân huy chương.
2. Mẫu mới (sau khi ban hành Luật Thi đua - Khen thưởng): Huy chương Chiến sĩ vẻ vang gồm có 2 phần: 
  - Dải Huy chương bằng tơ Rayon hình ngũ giác dệt màu đỏ cờ, vạch vàng (phân hạng theo vạch), cốt bằng đồng đỏ mạ vàng hợp kim Nico dầy 3 micron; kích thước 38mm x 27mm x 40mm.
  - Thân Huy chương hình sao vàng năm cánh cách điệu màu vàng, ở giữa có lá cờ quyết thắng, xung quanh là dòng chữ "Huy chương Chiến sĩ vẻ vang" "Việt Nam" (màu đỏ). Đường kính ngoại tiếp năm đỉnh sao bằng 47mm, chất liệu bằng đồng mạ vàng hợp kim Nico dầy 3 micron.

## Đối tượng và tiêu chuẩn khen thưởng
- Huy chương Chiến sĩ vẻ vang hạng Nhất để tặng cho cá nhân có thời gian công tác từ 20 năm trở lên.
- Huy chương Chiến sĩ vẻ vang hạng Nhì để tặng cho cá nhân có thời gian công tác từ 15 năm trở lên.
- Huy chương Chiến sĩ vẻ vang hạng Ba để tặng cho cá nhân có thời gian công tác từ 10 năm trở lên.